# Monika Kapera
Monika Kapera (ur. 15 lutego 1990) – polska lekkoatletka, chodziarka.
Zawodniczka klubów: Gwda Piła (2005–2011), AZS-AWF Katowice (od 2012). Mistrzyni Polski w chodzie na 20 kilometrów w 2015 oraz brązowa medalistka mistrzostw Polski na tym dystansie w 2016. Rekord życiowy: 1:32:29 (2015).